# Marc Gagnon
Marc Gagnon (Chicoutimi, 24 mei 1975) is een voormalig Canadees shorttracker. Hij behaalde vier wereldtitels en drie Olympische titels waarmee hij een van de meest succesvolle shorttrackers aller tijden is.

## Carrière
Gagnon behaalde zijn eerste wereldtitel in 1993. Tijdens zijn eerste Olympische Spelen, in Lillehammer in 1994, won hij brons op de 1000 meter. In hetzelfde jaar zou hij zijn tweede wereldtitel behalen, iets wat hij in 1996 en 1998 nog tweemaal presteerde. Daarnaast stond hij in 1995, 1997 en 2001 ook op het podium.
Samen met het Canadese team (Bédard, Campbell, Drolet, Gagnon) won hij tijdens de Spelen van Nagano goud op de 5000 meter aflossing. De Spelen van 2002 (in Salt Lake City) zouden zeer succesvol worden voor Gagnon, met goud op de 500 meter en de 5000 meter aflossing (Bédard, Guilmette, Tremblay, Turcotte, Gagnon). Daarnaast won hij brons op de 1500 meter. Zijn totaal van vijf Olympische medailles maakte hem tot 2006 de meest succesvolle Canadese atleet tijdens de Winterspelen. Inmiddels heeft schaatsster Cindy Klassen hem ingehaald.

## Persoonlijke records
| Afstand    | Tijd     | Datum      | Baan           | Land |
| ---------- | -------- | ---------- | -------------- | ---- |
| 500 meter  | 41,802   | 23-02-2002 | Salt Lake City | USA  |
| 1000 meter | 1.27,731 | 27-10-2001 | Salt Lake City | USA  |
| 1500 meter | 2.16,114 | 12-10-2001 | Calgary        | CAN  |
| 3000 meter | 4.54,420 | 01-01-2000 |                |      |

Geraadpleegd op: 12/5/2007
1994: Chae Ji-hoon ·
1998: Takafumi Nishitani ·
2002: Marc Gagnon ·
2006: Apolo Anton Ohno ·
2010: Charles Hamelin ·
2014: Viktor An ·
2018: Wu Dajing ·
2022: Shaoang Liu
1992: Kim, Lee, Mo, Song ·
1994: Carnino, Fagone, Herrnhof, Vuillermin ·
1998: Bédard, Campbell, Drolet, Gagnon ·
2002: Bédard, Gagnon, Guilmette, Tremblay, Turcotte ·
2006: Ahn, Lee, Seo, Song ·
2010: Bastille, Ch. Hamelin, F. Hamelin, Jean, Tremblay ·
2014: An, Grigorev, Jelistratov, Zacharov ·
2018: S. Liu, S.S. Liu, Knoch, Burján ·
2022: Ch. Hamelin, Dubois, Pierre-Gilles, Dion
1976: Alan Rattray · 
1977: Gaétan Boucher · 
1978: James Lynch · 
1979: Hiroshi Toda · 
1980: Gaétan Boucher · 
1981: Benoît Baril · 
1982: Guy Daignault · 
1983: Louis Grenier · 
1984: Guy Daignault · 
1985: Toshinobu Kawai · 
1986: Tatsuyoshi Ishihara · 
1987: Toshinobu Kawai/Michel Daignault · 
1988: Peter van der Velde · 
1989: Michel Daignault · 
1990: Lee Joon-ho · 
1991: Wilf O'Reilly · 
1992: Kim Ki-hoon · 
1993: Marc Gagnon · 
1994: Marc Gagnon · 
1995: Chae Ji-hoon · 
1996: Marc Gagnon · 
1997: Kim Dong-sung · 
1998: Marc Gagnon · 
1999: Li JiaJun · 
2000: Min Ryoung · 
2001: Li JiaJun · 
2002: Kim Dong-sung · 
2003: Ahn Hyun-soo · 
2004: Ahn Hyun-soo · 
2005: Ahn Hyun-soo · 
2006: Ahn Hyun-soo · 
2007: Ahn Hyun-soo · 
2008: Apolo Anton Ohno · 
2009: Lee Ho-suk · 
2010: Lee Ho-suk · 
2011: Noh Jin-kyu · 
2012: Kwak Yoon-gy · 
2013: Sin Da-woon · 
2014: Viktor An · 
2015: Sjinkie Knegt · 
2016: Han Tianyu · 
2017: Seo Yi-ra · 
2018: Charles Hamelin · 
2019: Lim Hyo-jun · 
2021: Shaoang Liu ·
2022: Shaoang Liu